# Marcel Rué
Marcel Rué (21 de novembro de 1926) é um atirador monegasco. Participou de três Jogos Olímpicos de Verão, 1952, 1960 e 1976, mas não ganhou medalhas.